# Тевче (община Айдовшчина)
Вижте пояснителната страница за други значения на Тевче.
Тевче (на словенски: Tevče) е село в Словения, регион Горишка, община Айдовшчина. Според Националната статистическа служба на Република Словения през 2015 г. селото има 94 жители.